# Kétörves futómadár
A kétörves futómadár (Rhinoptilus africanus) a madarak osztályának lilealakúak (Charadriiformes) rendjébe, ezen belül a székicsérfélék (Glareolidae) családjába tartozó faj.

## Rendszerezése
A fajt Coenraad Jacob Temminck holland arisztokrata és zoológus írta le 1807-ben, a Cursorius nembe Cursorius africanus néven.

## Alfajai
- Rhinoptilus africanus africanus (Temminck, 1807)
- Rhinoptilus africanus bisignatus (Hartlaub, 1865)
- Rhinoptilus africanus erlangeri Niethammer & Wolters, 1966
- Rhinoptilus africanus gracilis (Fischer & Reichenow, 1884)
- Rhinoptilus africanus granti W. L. Sclater, 1921
- Rhinoptilus africanus hartingi Sharpe, 1893
- Rhinoptilus africanus raffertyi Mearns, 1915
- Rhinoptilus africanus traylori Irwin, 1963[2]

## Előfordulása
Kelet- és Dél-Afrikában, Angola, Botswana, a Dél-afrikai Köztársaság, Etiópia, Kenya, Namíbia, Szomália, Tanzánia és Zimbabwe területén honos. Természetes élőhelyei a szubtrópusi és trópusi sivatagok, füves puszták és cserjések. Állandó, nem vonuló faj.

## Megjelenése
Testhossza 24 centiméter, testtömege 69-104 gramm.
|  |

## Természetvédelmi helyzete
Az elterjedési területe rendkívül nagy, egyedszáma pedig stabil. A Természetvédelmi Világszövetség Vörös listáján nem fenyegetett fajként szerepel.